# Treble
Treble je ve fotbalové terminologii označení pro úspěch klubu, který v jednom roce (resp. sezóně) získá tři trofeje, zpravidla domácí double (tedy vítězství v domácí lize a národním poháru) a k tomu vyhraje některou významnou kontinentální pohárovou soutěž (např. Ligu mistrů, Pohár osvoboditelů, atp.). Jedno- či dvouzápasové soutěže (většinou superpoháry) a také Mistrovství světa ve fotbale klubů se obecně nepovažují za součást treble.
Ve Skotsku je za domácí treble také považováno vítězství v lize, poháru a ligovém poháru.

## Držitelé evropského treble
Zisk 2 domácích trofejí + titul v PMEZ/Lize mistrů:
- Celtic FC (1967)
- AFC Ajax (1972)
- PSV Eindhoven (1988)
- Manchester United (1999)
- FC Barcelona (2009, 2015)[5]
- Inter Milán (2010)
- FC Bayern Mnichov (2013, 2020)
- Manchester City FC (2023)
- PSG (2025)